# Jonathan Goldstein
Jonathan Lewis Goldstein (Nueva York, Estados Unidos; 4 de diciembre de 1964), es un actor estadounidense, más conocido como Walter, el padre de Josh y el padrastro de Drake, en la serie de televisión de Nickelodeon, Drake & Josh y por Buffy, la cazavampiros.

## Biografía
Goldstein nació y creció en la ciudad de Nueva York y perfeccionó sus habilidades actorales en la Universidad de Nueva York y en la Universidad de Northwestern antes de obtener un papel en la serie de televisión All My Children y después se dirigió a Hollywood.
Goldstein trabajó como mesero por diez años para ayudar a pagar las cuentas en medio de sus actuaciones. En un extraño giro del destino, uno de los clientes regulares de Goldstein resultó ser el productor de Drake y Josh, Dan Schneider, quien no reconoció a su mesero favorito en la audición. "Después de que me escogió, su esposa Lisa vio la grabación y dijo, 
Aleluya.
Alguno de sus otras apariciones en televisión incluyen The Riches, Buffy the Vampire Slayer, Heroes, Grey's Anatomy, Criminal Minds, Once and Again y Design on a Dime. También dirigió dos episodios de la comedia iCarly protagonizada por la ex-coestelar de Drake y Josh, Miranda Cosgrove.
Goldstein estuvo también como líder vocal en varias bandas de Nueva York como, The Shakers, The Cosmic Testes y The Garage Ensemble. En 2020, Goldstein interpretó a Santa Claus en el episodio especial navideño de 2 partes en la serie Danger Force.
Es alérgico al comino.

## Filmografía
- Filmografía de golstein

- Datos: Q2107936